# Râmnicu Sărat

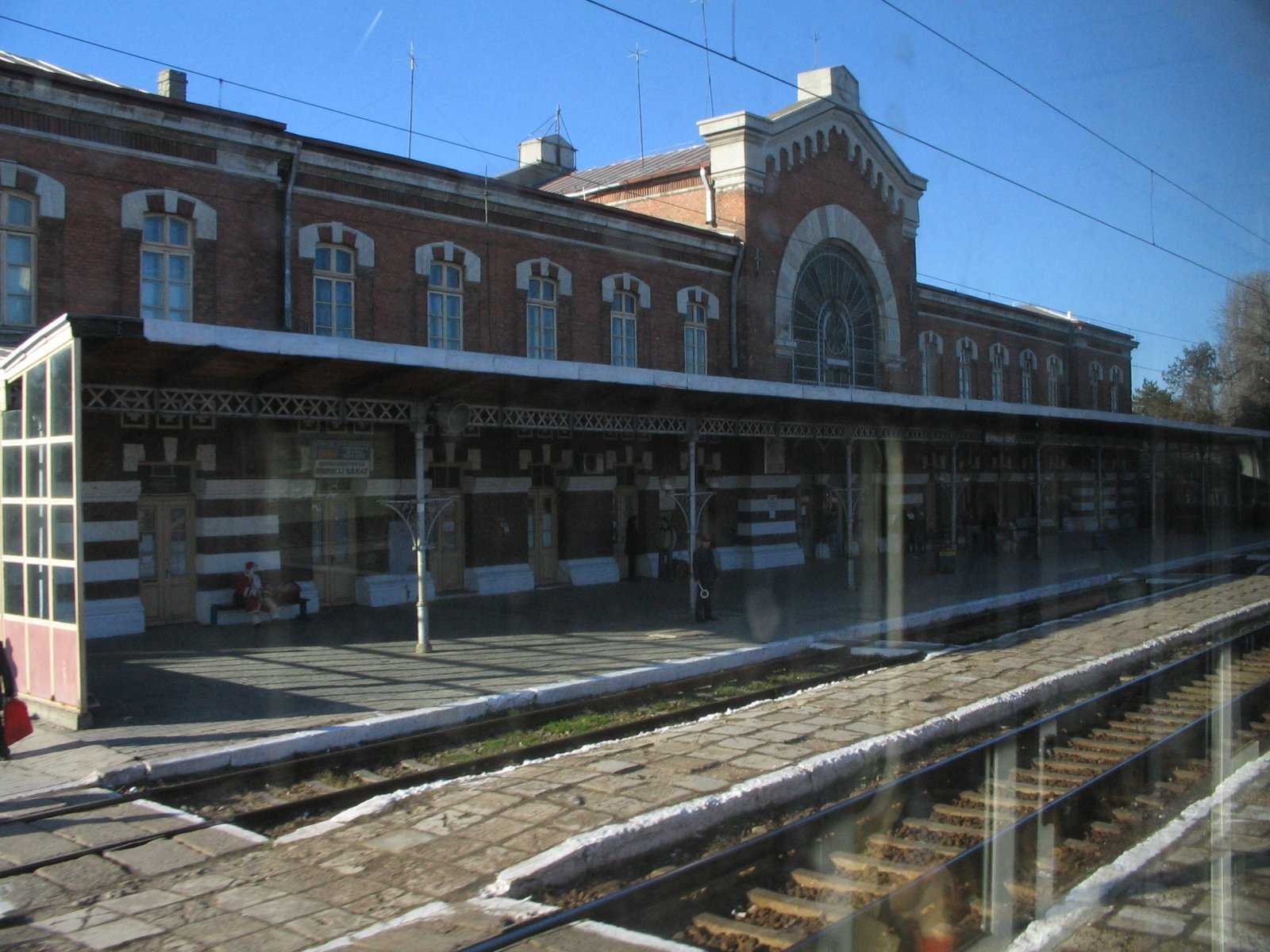
Bahnhof in Râmnicu Sărat …

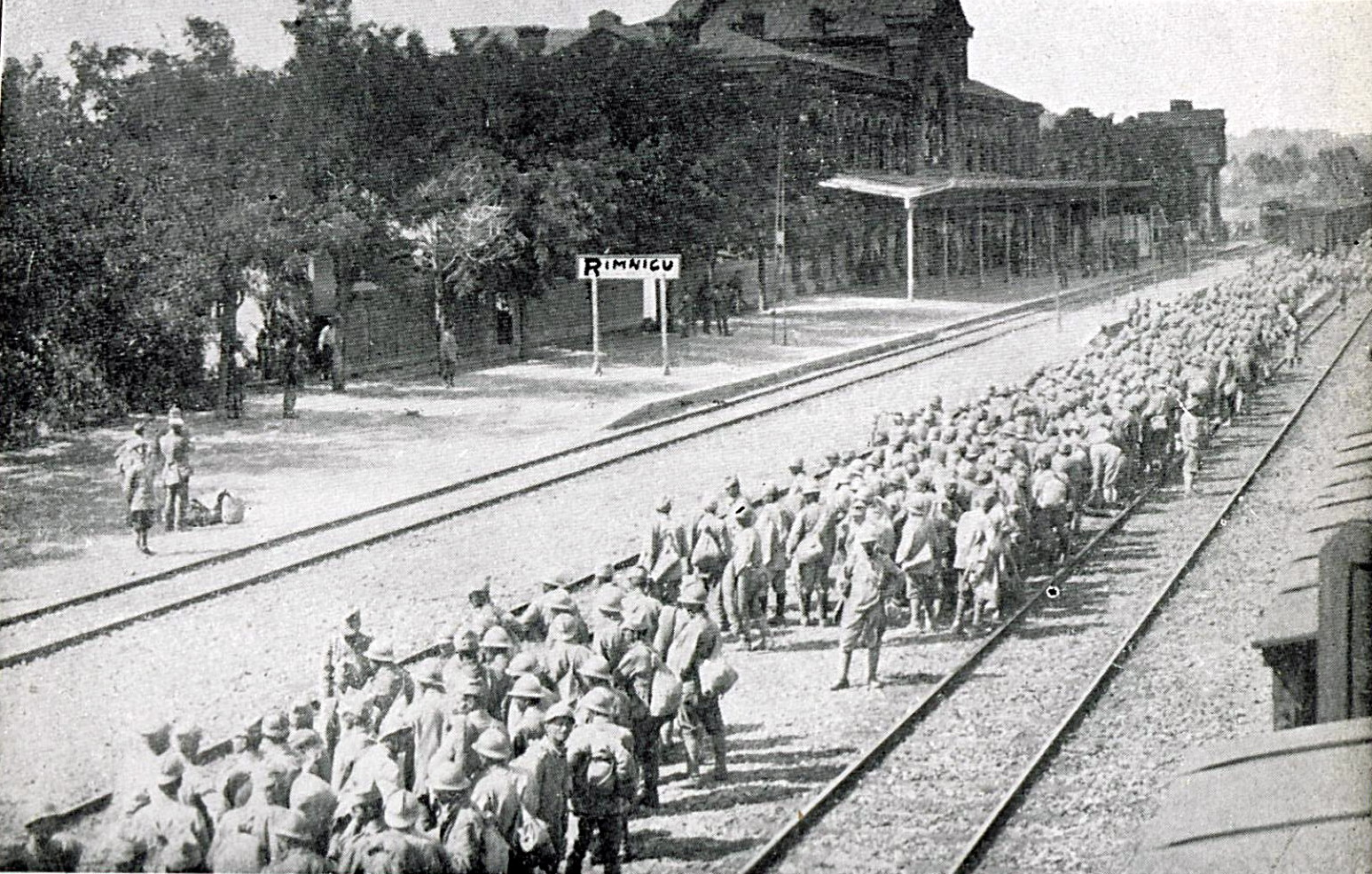
… z. Z. des Ersten Weltkriegs

Râmnicu Sărat (deutsch veraltet: Rümnick, Rümniku Sarat, Rimnicul-Sarat) ist eine Stadt im Kreis Buzău in der Region Walachei in Rumänien.

## Geographische Lage
Die Stadt liegt in einer sumpfigen Ebene östlich der Karpaten und westlich der Getreideanbaugebiete der südlichen Moldau. In den Bergen wird Salz und Erdöl gewonnen und es gibt erhebliche Handelsaktivitäten mit Agrargütern und Nahrungsmittelvorprodukten.
Râmnicu Sărat befindet sich an der Europastraße 85 und an der Bahnstrecke Buzău–Mărășești.

## Bevölkerung
Im Jahr 1900 gab es 13.134 Einwohner, darunter etwa 1500 Juden. 2007 lag die Einwohnerzahl bei ungefähr 39.500. 2011 wurden 33.843 Menschen gezählt, 28.164 bekannten sich als Rumänen, 2797 als Roma, sechs als Türken und fünf als Magyaren. Drei bekannten sich als Deutsche und die übrigen wurden ohne Angabe einer Ethnie registriert.

## Geschichte
Râmnicu Sărat war 1434 und 1573 Schauplatz einer Schlacht zwischen den Fürstentümern Moldau und Walachei und im Jahr 1634 zwischen dem Fürstentum Walachei und dem Osmanischen Reich. Im Jahr 1789 eroberte eine österreichisch-russische Armee die Stadt von den Türken zurück. Ein Stadtbrand zerstörte 1854 die Stadt fast vollständig; sie wurde aber wieder aufgebaut.
Im Jahre 1787 erschien in Râmnicu Sărat die erste walachische (rumänische) Sprachlehre für Deutsche überhaupt.
Im Ersten Weltkrieg fand hier im Dezember 1916 die Schlacht bei Rimnicul-Sarat statt.

## Sehenswürdigkeiten
Im Stadtmuseum sind Grafiken, moderne Bilder und Skulpturen der Künstler Caragea, Jalea und Medrea ausgestellt. Weiterhin beinhaltet es ethnographische Informationen, Teppiche und einheimische Trachten aus Buda und Bisoca, Keramiken, einheimische Flora und Fauna sowie exotische Schmetterlinge.

## Gedenkstätte
In der Stadt befindet sich auch das berüchtigte Gefängnis des Todes. Es wurde Ende des 19. Jahrhunderts errichtet und bestand bis 1963. Von 1938 an, als König Carol II. die Königsdiktatur errichtete, diente es als politisches Gefängnis, unter anderem für Corneliu Zelea Codreanu, den Führer der Eisernen Garde. Auch in der Ära des Kommunismus wurden hier Hunderte von Regimegegnern inhaftiert und kamen zu Tode, darunter der Führer der Bauernpartei Ion Mihalache. Alexandru Vișinescu, der die Haftanstalt von 1956 bis 1963 geleitet hatte, wurde im Februar 2016 von Rumäniens Oberstem Gerichtshof wegen Verbrechen gegen die Menschlichkeit zu 20 Jahren Haft verurteilt. Auch anderen Personen des Wachpersonals soll der Prozess gemacht werden. Im Juli 2013 wurde eine Online-Tour durch das Gefängnis freigeschaltet. In den nächsten Jahren ist die Umwandlung des Gefängnisses in eine Gedenkstätte für die Opfer des Kommunismus geplant.

## Persönlichkeiten
Râmnicu Sărat ist die Geburtsstadt der Komponistin Smaranda Oțeanu-Bunea (* 1941) sowie des Karikaturisten Saul Steinberg (1914–1999). Der Politiker Mihail Romniceanu (1891–1960) starb im Gefängnis von Râmnicu Sărat.